# ناوموفکا (سرزمین آلتای)
ناوموفکا (به لاتین: Naumovka) یک منطقهٔ مسکونی در روسیه است که در سرزمین آلتای واقع شده‌است.